# Heil HaYam HaYisraeli
Il Corpo navale israeliano (in ebraico חיל הים הישראלי‎?, Heil HaYam HaYisraeli) è la marina militare dello Stato di Israele. Questo corpo opera soprattutto nel mar Mediterraneo, ad ovest del golfo di Eilat, nel mar Rosso e nella parte meridionale del golfo di Suez.

## Storia
Le forze navali israeliane hanno origine con la guerra di indipendenza, ma le sue origini più remote possono essere fatte risalire a una intesa tra Benito Mussolini e Ze’ev Jabotinskij, leader del Sionismo revisionista, scrittore, oratore, soldato, e fondatore, a Odessa, della "Jewish Self-Defense Organization", che, durante la prima guerra mondiale, contribuì alla creazione della Legione Ebraica dell'Esercito britannico sionista. Mussolini, che ricopriva oltre all'incarico di capo del governo anche quello di Ministro degli esteri allacciò legami ufficiali con Jabotinskij, ritenendo che uno stato ebraico indipendente in Palestina di orientamento filo-italiano avrebbe fatto vacillare l'equilibrio Mediterraneo a favore di Roma rispetto a Londra.
Nell'ottobre del 1934 giunsero a Civitavecchia i primi 28 allievi ufficiali ebrei per essere addestrati alla Scuola Marittima e nei tre anni successivi i diplomati saranno quasi 200. Gli allievi portano sulle uniformi un'ancora, la Menorah (il candelabro a sette bracci) e il fascio littorio, e il loro capogruppo Avram Blass, in seguito sarebbe divenuto ammiraglio della Marina israeliana.
L'idea di dare una formazione marinaresca al popolo ebraico nasce nel 1930 quando un gruppo di giovani revisionisti fondò a Parigi un'associazione denominata Rodegal, i cui adepti ritenevano il mare uno dei fattori più importanti per l'economia del futuro stato ebraico e, nella prospettiva di creare la Marina d'Israele, consideravano importante preparare i giovani alla navigazione e alla pesca e per raggiungere questi obiettivi molti giovani ebrei nel dicembre del 1934 raggiunsero Civitavecchia per frequentare la Scuola Nautica. La scelta di Civitavecchia quale sede per la formazione dei quadri della futura Marina ebraica venne indicata dal fiduciario romano del Betar che era il movimento giovanile del Partito revisionista sionista, Maurizio Mendes, studente di medicina, figlio del generale-medico, e professore di tisiologia all'Università di Roma, Guido Mendes.
Il 1º corso della Scuola marittima ebraica ebbe inizio il 28 novembre con 28 alunni provenienti da tutta Europa: polacchi, cecoslovacchi, lituani, lettoni, austriaci ed italiani. Dopo un breve soggiorno in albergo, i giovani sionisti vennero alloggiati dal comandante Fusco, direttore della scuola, in due ampi locali della darsena di Traiano, messi a disposizione dal municipio, al cui arredamento provvedettero i Mendes, che fornirono agli studenti anche una specie di divisa scolastica, che consisteva in una maglia di lana azzurra sulla quale era applicato uno scudetto bianco con il candelabro biblico a sette luci, che era anche l'emblema del Betar. Ai giovani sionisti vennero impartite in un solo anno le nozioni che normalmente venivano dispensate in tre anni agli altri studenti. Il successivo 15 giugno ebbero inizio gli esami, tenuti in lingua italiana, che vennero superati brillantemente da tutti gli allievi. Nel frattempo venne acquistato a Marina di Massa anche un veliero a motore da 60 metri e 500 tonnellate di stazza, il "Quattro Venti", ribattezzato "Sarah I", in onore della moglie di Abramo, che nell'estate di quello stesso anno fece rotta verso la Palestina, dove venne accolto con grandi festeggiamenti dalla comunità ebraica. L'acquisto dell'imbarcazione avvenne su sollecitazione del comandante Fusco, che convinto che oltre all'addestramento teorico per gli allievi fosse necessario anche l'addestramento pratico in mare, concordò un incontro a Parigi con i massimi dirigenti del movimento sionista e presentando i risultati del primo corso d'istruzione richiese i soldi necessari per l'acquisto di un'imbarcazione per i giovani allievi; il finanziatore venne trovato nella persona di Efraim Kirschner, facoltoso commerciante di pellicce, fuggito dalla Berlino hitleriana. primo comandante dell'imbarcazione fu un professore della scuola, Tiberio Paone.
Il Secondo Corso venne inaugurato dal rabbino capo di Roma il 29 marzo 1936 con gli iscritti che aumentarono notevolmente salendo a 52, con i polacchi che costituirono il gruppo più numeroso. La seconda crociera d'istruzione venne circoscritta ai porti italiani e agli scali francesi di Nizza e di Marsiglia.
Nel febbraio del 1937 il comandante Fusco venne invitato a Londra per incontrarsi con i dirigenti del movimento sionista, fra cui Vladimir Žabotinskij, e alcuni uomini d'affari, per discutere della creazione di una marina peschereccia ebraica che fosse in grado di sfruttare le risorse marittime davanti alle coste della Terra d'Israele. Il terzo corso ebbe inizio nel febbraio 1937 con una settantina di allievi e nelle lezioni si introdussero nozioni di pesca e affinché agli allievi fossero impartite lezioni pratiche di pesca, venne acquistato ad un'asta giudiziaria a Porto Santo Stefano un motopeschereccio, rinominato Neca, al quale ne venne poi affiancato uno più piccolo, il Lea. La crociera dell'estate 1937 ebbe come meta la Palestina, dove all'arrivo del Sarah si scatenarono grandiosi festeggiamenti in onore degli allievi della scuola.
Le cose però cambiarono repentinamente nel 1938, quando al termine del quarto corso la scuola venne chiusa. L'8 maggio 1938, a pochi chilometri da Civitavecchia, Hitler fu ospite di Mussolini nel castello Odescalchi di Santa Marinella e mentre a luglio gli studenti della scuola di Civitavecchia si sottoponevano agli esami di fine corso, veniva pubblicato il "Manifesto per la difesa della razza", seguito, due mesi dopo, dalle leggi razziali che tra le altre cose prevedevano l'allontanamento degli studenti ebrei da tutte le scuole pubbliche del Regno, ponendo così fine all'esperimento di Civitavecchia.
Degli allievi ebrei che frequentarono la scuola alcuni morirono sui campi di battaglia della seconda guerra mondiale, altri trovarono la morte nei campi di sterminio, ma i più contribuirono, nel 1948, anche con la professionalità acquisita a Civitavecchia, alla nascita e alla difesa del giovane Stato d'Israele e alcuni di questi tornarono in Italia come addetti navali presso l'ambasciata israeliana di Roma.
Nel 1948 in un clima assai cambiato rispetto al 1938 arrivò all'Italia la richiesta di assistenza della Marina israeliana che aveva necessità di costituire reparti d'élite, con un nucleo di mezzi d'assalto. Il comandante Agostino Calosi, capo del SIS, il "Servizio Informazioni Speciali" della Marina Militare Italiana, si attivò alacremente ma non potendo mandare personale in servizio nella Marina dovette pescare tra i congedati e anche tra gli ex combattenti della Decima Mas della RSI. Alcuni accettarono, tra essi il capitano Geo Calderoni e il sottotenente di vascello Nicola Conte, che avrebbe istruito gli assaltatori subacquei israeliani, mentre come istruttore dei mezzi d'assalto di superficie partì un sottufficiale, il capo di terza classe Fiorenzo Capriotti, uno dei violatori della base navale inglese di Suda, nell'isola di Creta e medaglia d'argento al valor militare. Capriotti si recò a Milano, dove collaudò all'Idroscalo sei MTM (Motoscafi Turismo Modificati) residuati di guerra che un uomo d'affari di origine russa, aveva comprato e che dopo essere stati collaudati vennero imballati e spediti in Israele, dove Capriotti sbarcò nel mese di giugno nel porto di Haifa, con passaporto falso fornito dal Mossad.
A Jaffa venne costituito rapidamente, ma accuratamente e in segretezza il primo gruppo di mezzi d'assalto della nascente marina israeliana. Durante l'estate l'addestramento degli incursori israeliani, di quella che poi sarebbe diventata la Shayetet 13, si svolse nel lago di Tiberiade. La prima azione di guerra venne programmata per il 22 ottobre 1948 con obiettivo l'ammiraglia egiziana "El Emir Farouk", uno sloop che insieme ad un dragamine era alla fonda nel porto di Gaza. Durante la notte quattro barchini MTM entrarono in azione tornando alle 2 del mattino dopo aver colpito e affondato entrambe le unità.
Fiorenzo Capriotti il 22 ottobre 1992, nell'anniversario dell'azione di Gaza, ricevette dall'ammiraglio Ami Ayalon, comandante in capo della marina israeliana, il titolo di comandante ad honorem della Tredicesima Flottiglia.
Tra le prime unità importanti il cacciatorpediniere britannico Zealous, acquistato il 15 luglio 1955. La nave, rinominata INS Eilat in onore dell'omonima città israeliana, dopo ulteriori lavori di riparazione a Liverpool, entrò ufficialmente in servizio con la marina israeliana nel luglio del 1956.
Nell'ottobre del 1956 la nave prese parte agli eventi della crisi di Suez, inserita in una task force insieme alla gemella INS Yafo (l'ex cacciatorpediniere britannico HMS Zodiac). La mattina del 31 ottobre, le due navi vennero inviate alla ricerca del cacciatorpediniere egiziano Ibrahim el Awal, che poche ore prima aveva bombardato il porto israeliano di Haifa, e dopo avere individuarono l'unità egiziana, iniziando subito un serrato scontro a fuoco, grazie alla loro maggiore velocità e volume di fuoco, riuscirono a mettere a segno diversi colpi sul cacciatorpediniere egiziano e dopo che due MD 450 Ouragan dell'aviazione israeliana ebbero inflitto ulteriori danni alla nave, la catturarono e pochi mesi dopo, una volta riparata, entrò in servizio con la marina israeliana sotto il nome di INS Haifa.
Nel giugno del 1967, dopo gli eventi della guerra dei sei giorni, la INS Eilat venne impiegata in diverse missioni di pattugliamento delle coste della penisola del Sinai, da poco strappata dagli israeliani all'Egitto. Nella notte tra l'11 ed il 12 luglio, un mese dopo la fine ufficiale delle ostilità, la Eilat e due torpediniere israeliane individuarono due torpediniere egiziane in navigazione al largo di Români; subito attaccate, entrambe le unità egiziane vennero rapidamente affondate.
Nel pomeriggio del 21 ottobre seguente, la Eilat era impegnata in una missione analoga, compiendo un pattugliamento di routine a circa 14,5 miglia dalla costa egiziana, davanti alla città di Porto Said. Intorno alle 17:26 la nave venne intercettata da due motocannoniere missilistiche egiziane classe Komar, che stazionavano proprio davanti al porto: una delle unità egiziane lanciò contro il cacciatorpediniere i due missili Styx di cui era dotata. La nave israeliana si accorse dell'attacco solo all'ultimo momento, visto che la vicinanza alla terraferma delle due unità egiziane confondeva i segnali del radar: nonostante le manovre evasive ed i tentativi di abbattere il missile con le mitragliatrici di bordo, uno Styx colpì la Eilat poco sopra la linea di galleggiamento; due minuti più tardi, anche un secondo missile colpì il cacciatorpediniere, distruggendo la sala macchine. Con la nave in fiamme e completamente immobile, il comandante della Eilat richiese assistenza e soccorso, ma dopo circa un'ora la seconda cannoniera egiziana lanciò altri due missili: uno di questi colpì il cacciatorpediniere a mezzanave, provocando ulteriori incendi, mentre il quarto finì fuori rotta ed impattò in mare poco lontano. Intorno alle 20:00, lo scafo in fiamme della Eilat si inabissò; dei 199 membri dell'equipaggio, 47 rimasero uccisi e 41 feriti.
L'affondamento della Eilat rappresentò un duro colpo al morale della marina israeliana, mentre al contrario venne accolto con gioia dalle popolazioni arabe; tre giorni più tardi, come rappresaglia per l'attacco, l'artiglieria israeliana appostata lungo la sponda del canale di Suez aprì il fuoco per tre ore sulla stessa Suez, provocando gravi danni e vasti incendi nelle raffinerie petrolifere della zona portuale. L'azione costituì il primo caso in cui una grande nave da guerra veniva affondata da missili antinave, rendendo palese la minaccia costituita da questi nuovi sistemi d'arma, e costituendo così uno stimolo per varie marine militari ad approntare mezzi simili; la stessa marina israeliana decise di accelerare i programmi per la costruzione delle proprie motocannoniere missilistiche classe Sa'ar I/III, le prime delle quali entrarono in servizio sul finire del dicembre del 1967 e che nell'ottobre 1973 durante la guerra del Kippur sostennero vittoriosi combattimenti contro unità della Marina siriana e della Marina egiziana nella battaglia di Latakia e nella battaglia di Damietta.

## Struttura

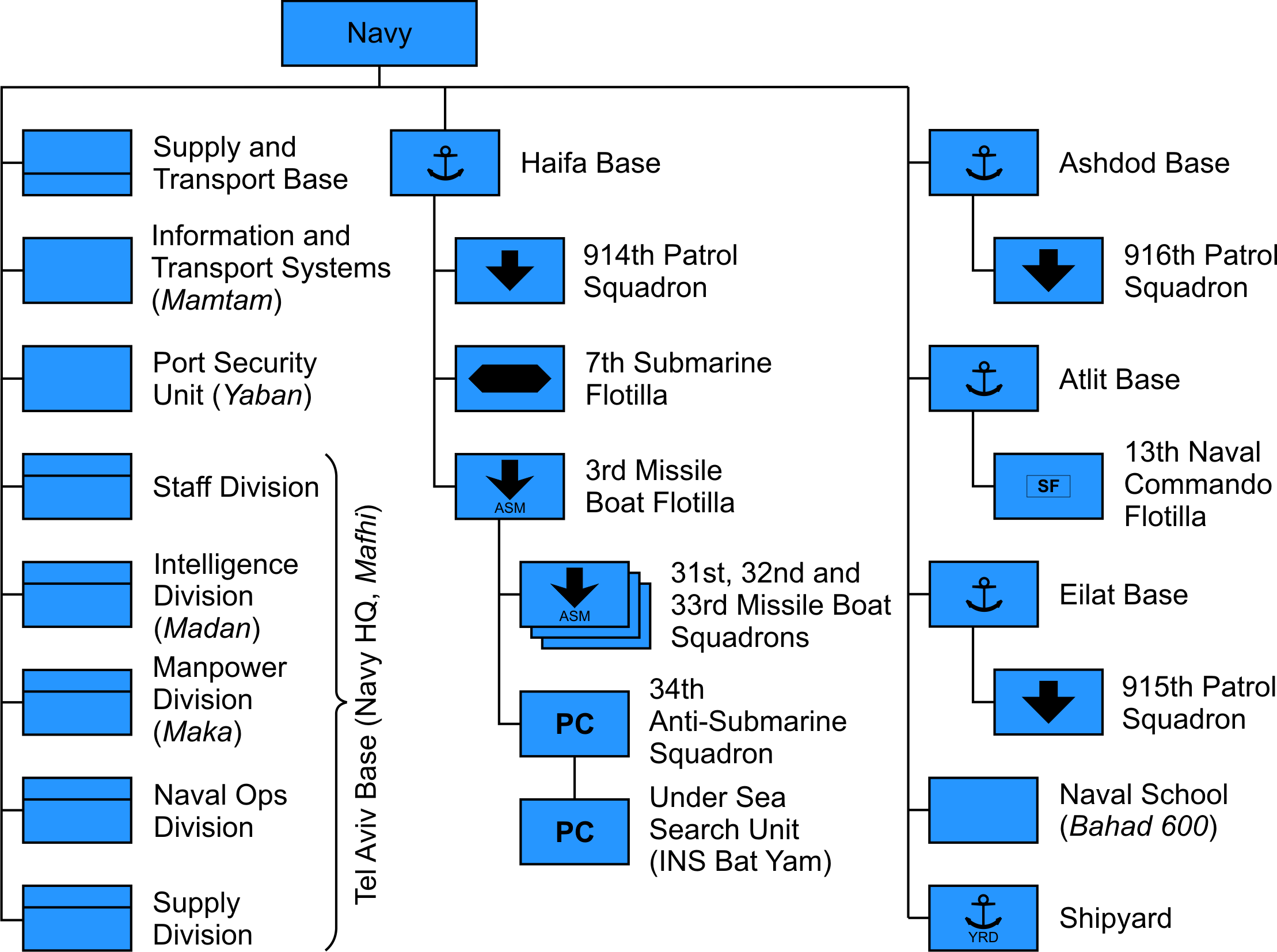
La struttura interna del corpo navale israeliano

### Terza flottiglia
Stazionata nel porto della città di Haifa, l'unità è composta da un cospicuo numero di cannoniere dotate di un pesante armamento.
Nei compiti di questa unità rientrano:
- proteggere i mercantili israeliani
- prevenire eventuali blocchi navali dei porti israeliani
- bloccare porti nemici

### Settima flottiglia
La settima flottiglia, fondata nel 1959, è l'unità dei sottomarini. Tra i suoi compiti rientrano:
- attaccare unità nemiche e i loro porti di appoggio
- acquisire informazioni su bersagli nemici
- operare in supporto di altre unità

### Tredicesima flottiglia
La Tredicesima flottiglia, nota anche in campo internazionale con il suo nome ufficiale di Shayetet 13, è una unità di forze speciali con compiti di antiterrorismo.

### Spionaggio
Il corpo navale israeliano dispone di una propria unità di spionaggio, che fornisce le informazioni necessarie per lo svolgimento dei propri compiti.

## Mezzi

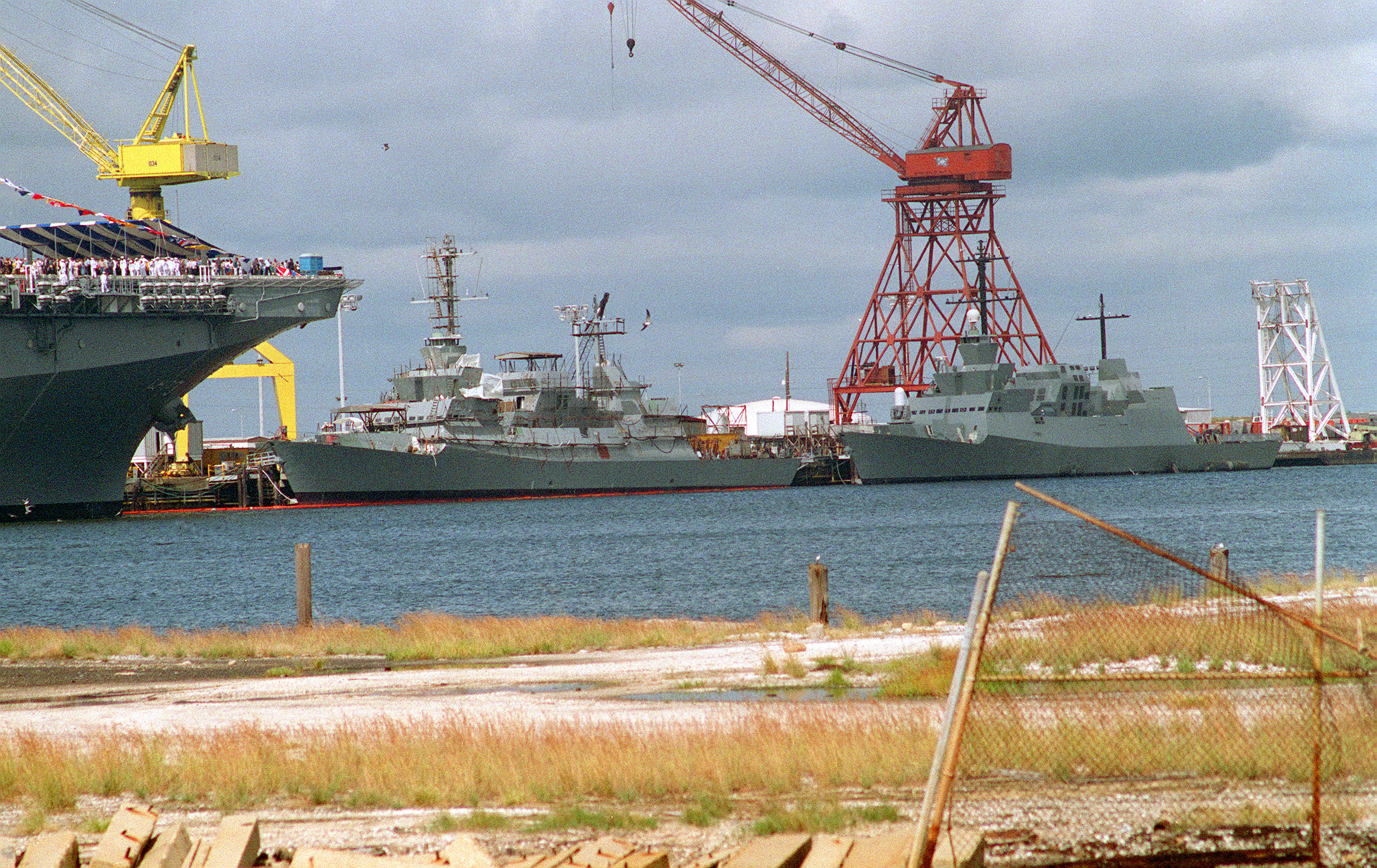
INS Eilat e INS Lahaw

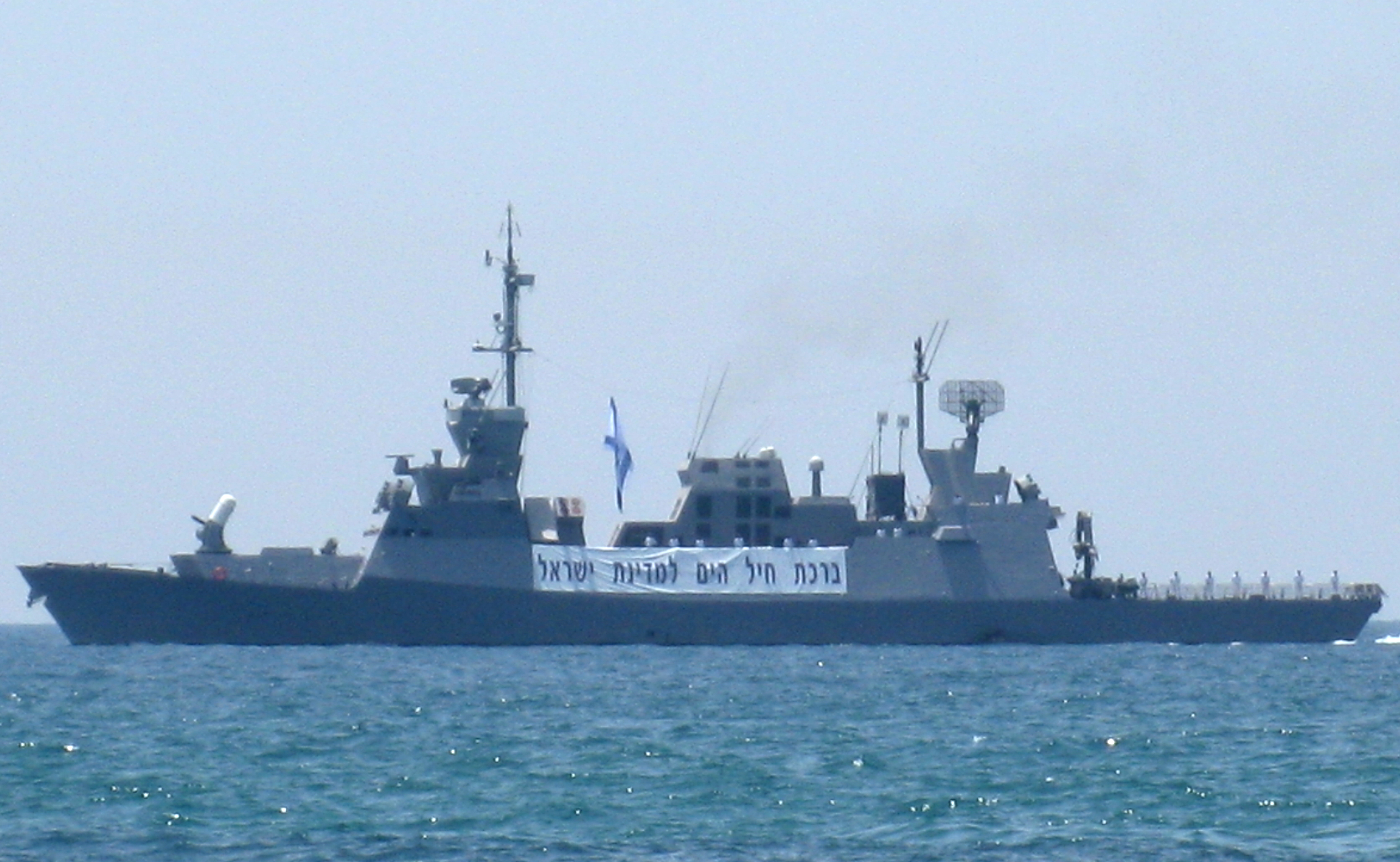
Una corvetta classe Sa'ar 5 fotografata nel 2009 in occasione del giorno di indipendenza dello stato di Israele

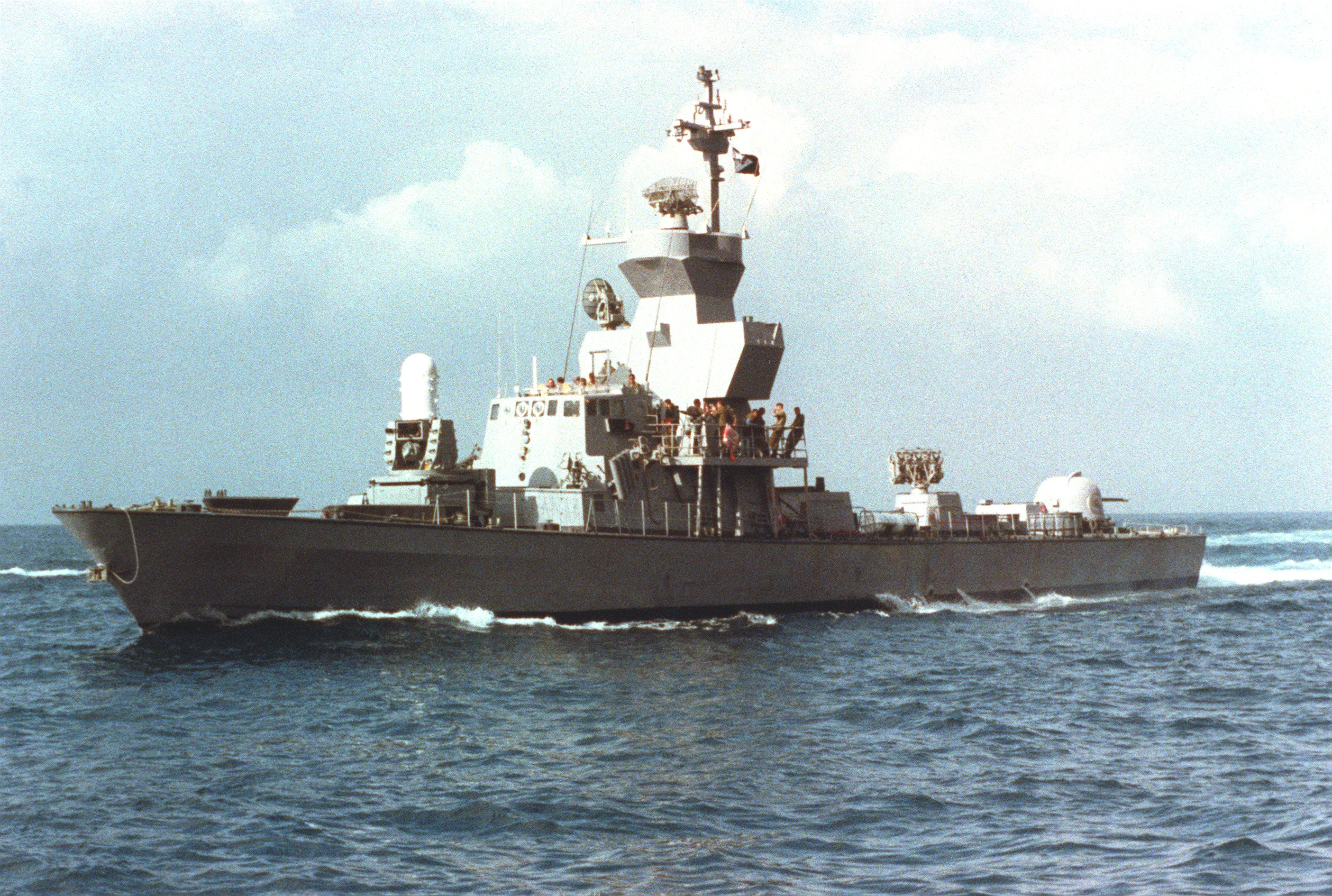
INS Chetz

### Corvette
- 4 Corvette classe Magen
- 3 Corvette classe Sa'ar 4.5
- 3 Corvette classe Sa'ar 5

### Motocannoniere
- 3 imbarcazioni Sa'ar 4-/classe Reshev
- 7 imbarcazioni Sa'ar 4.5-/classe Chetz

### Sottomarini
A partire dal 1951 la marina dispone di propri mezzi sottomarini. Contrariamente alla prassi consolidatasi in tutte le forze armate, l'equipaggio dei sottomarini della marina militare israeliana è composto in buona parte da reclute che si offrono su base volontaria. La prima classe di sottomarini appositamente progettata per la marina militare israeliana fu la classe Gal; i battelli furono sostituiti nel corso degli anni novanta dalle unità della classe Dolphin.
- 3 unità della classe Dolphin
- possibile acquisto di ulteriori 2 unità modificate della classe Dolphin[8]

### Pattugliatori costieri
- 2 unità della classe Shaldag prima serie
- 5 unità della classe Shaldag seconda serie (in fase di costruzione)
- 9 unità della classe Super Dvora prima serie
- 4 unità della classe Super Dvora seconda serie
- 6 unità della classe Super Dvora terza serie (in fase di acquisizione)
- 15 unità della classe Dabur
- 3 unità della classe Nachshol

### Mezzi da sbarco anfibio
Per le operazioni di sbarco la marina dispone di tre unità della classe Ashdod e due imbarcazioni del tipo LCM.

### Elicotteri
Il corpo navale è attualmente dotato di sei elicotteri del tipo AB-206 di cinque elicotteri Eurocopter-AS.565MA-Dauphin-2 acquistati per le unità della classe Eilat e due Eurocopter-SA-366G-Dauphin.